# Rifkin's Festival
Rifkin's Festival is een Spaans-Italiaans-Amerikaanse romantische komedie uit 2020 die geschreven en geregisseerd werd door Woody Allen. De hoofdrollen worden vertolkt door Wallace Shawn, Gina Gershon, Elena Anaya en Louis Garrel.

## Verhaal
Mort reist samen met zijn echtgenote Sue naar Spanje, waar ze het internationaal filmfestival van San Sebastian bezoeken. Ze raken in de ban van het land, de stad en het festival. Sue wordt verliefd op een getalenteerde Franse auteur, terwijl haar echtgenoot Mort gevoelens krijgt voor een Spaanse arts.

## Rolverdeling
| Acteur          | Personage   |
| --------------- | ----------- |
| Wallace Shawn   | Mort Rifkin |
| Gina Gershon    | Sue         |
| Elena Anaya     | Jo Rojas    |
| Louis Garrel    | Philippe    |
| Sergi López     | Paco        |
| Christoph Waltz | Dood        |
| Bobby Slayton   | Ogden       |
| Damian Chapa    |             |
| Douglas McGrath |             |
| Ken Appledorn   |             |

## Productie

### Ontwikkeling
De productie van Woody Allens film A Rainy Day in New York (2019) liep gelijk met de opkomst van de MeToo-beweging. De beweging zorgde ervoor dat Allens controversiële rechtszaak uit 1992, waarin hij werd vrijgesproken van seksueel misbruik, opnieuw werd opgerakeld. Verscheidene actrices en acteurs die met Allen hadden samengewerkt, namen vervolgens afstand van de filmmaker en Amazon besloot de distributie van de film te annuleren. Allen op zijn beurt eiste van de studio een schadevergoeding vanwege contractbreuk.
Door de heropleving van de controversiële rechtszaak, zijn hoge leeftijd en zijn breuk met Amazon, met wie hij een deal voor meerdere films had, ontstonden er in de Verenigde Staten twijfels over Allens toekomst als filmmaker. Verscheidene Amerikaanse uitgeverijen weigerden ook om zijn memoires te publiceren.
Allen vond uiteindelijk steun in Europa. A Rainy Day in New York werd door verschillende Europese distributeurs opgepikt en ook voor zijn volgende filmproject vond hij in Europa investeerders, meer bepaald bij de Spaanse multinational Mediapro. In februari 2019 werd aangekondigd dat zijn volgende film opnieuw in Spanje zou opgenomen worden, waar hij eerder ook al Vicky Cristina Barcelona (2008) had gefilmd.

### Casting
Voor de film werd een hoofdzakelijk Europese cast samengesteld, bestaande uit de Oostenrijker Christoph Waltz, de Fransman Louis Garrel en de Spanjaarden Elena Anaya en Sergi López. De voornaamste Amerikaanse acteurs zijn Gina Gershon en Wallace Shawn. Shawn maakte in 1979 zijn acteerdebuut in Manhattan van Woody Allen. De cast werd in juni 2019 bekendgemaakt.

### Opnames
De opnames, die in het Baskenland plaatsvonden, gingen op 10 juli 2019 van start en eindigden op 16 augustus 2019, een week vroeger dan gepland. Er werd gefilmd in onder meer San Sebastian, Zumaia en Pasaia. Op het Itzurun-strand in Zumaia speelde Christoph Waltz een bekende scène uit Het zevende zegel (1957) na. De opnames werden gefilmd door de Italiaanse cameraman Vittorio Storaro, die ook Allens drie vorige films opnam.

## Release
De film opende op 18 september 2020 het internationaal filmfestival van San Sebastián.